# Milano Challenger (2000-2004)
Il Milano Challenger (2000-2004), nome ufficiale Jameson Cup,  è stato un torneo professionistico di tennis giocato su campi in sintetico indoor. Faceva parte delle ATP Challenger Series e si è giocato annualmente dal 2000 al 2004 a Milano, in Italia.

## Albo d'oro

### Singolare
| Anno | Campione               | Finalista        | Punteggio        |
| ---- | ---------------------- | ---------------- | ---------------- |
| 2000 | Mosè Navarra           | Filippo Messori  | 6–3, 7–6(3)      |
| 2001 | Marc Rosset            | Jurij Ščukin     | 3–6, 6–1, 6–4    |
| 2002 | Mario Ančić            | Grégory Carraz   | 4–6, 6–3, 7–6(8) |
| 2003 | Dennis van Scheppingen | Vladimir Volčkov | 5–7, 6–4, 7–6(5) |
| 2004 | George Bastl           | Alexander Waske  | 7–6(5), 6–4      |

### Doppio
| Anno | Campioni                                 | Finalisti                            | Punteggio           |
| ---- | ---------------------------------------- | ------------------------------------ | ------------------- |
| 2000 | George Bastl Giorgio Galimberti (2)      | Filippo Messori Vincenzo Santopadre  | 6–3, 7–6(4)         |
| 2001 | Nicola Bruno Gianluca Pozzi              | Daniele Bracciali Federico Luzzi     | 2–6, 7–6(2), 6–3    |
| 2002 | Massimo Bertolini Giorgio Galimberti (1) | Jonathan Erlich Aleksandar Kitinov   | 7–6(4), 2–6, 7–6(4) |
| 2003 | Davide Sanguinetti Takao Suzuki          | Mariusz Fyrstenberg Marcin Matkowski | 6–4, 7–5            |
| 2004 | Daniele Bracciali Julian Knowle          | Jason Marshall Huntley Montgomery    | 6–3, 6–2            |